# Puchar Europy Mistrzyń Krajowych siatkarek (1964/1965)
Puchar Europy Mistrzyń Krajowych 1965 – 5. sezon Pucharu Europy Mistrzyń Krajowych rozgrywanego od 1960 roku, organizowanego przez Europejską Konfederację Piłki Siatkowej (CEV) w ramach europejskich pucharów dla żeńskich klubowych zespołów siatkarskich "starego kontynentu".

## Drużyny uczestniczące
- Dinamo Moskwa
- Crvena zvezda Belgrad
- VC Hannover
- ChKD Praga
- Hapoel Tsafar Masarik
- Lewski Sofia
- ASU Lyon
- SC Espinho
- Galatasaray SK
- SC Uni Bazylea
- Újpest Dózsa
- Dinamo Bukareszt
- Blau-Gelb Wiedeń
- AZS AWF Warszawa
- SC Dynamo Berlin
- Slavia Sofia

## Rozgrywki

### Runda 1/8
| Data       | Drużyna 1             | Wynik | Drużyna 2           | Sety                     |
| ---------- | --------------------- | ----- | ------------------- | ------------------------ |
|            | Crvena Zvezda Belgrad | 0:3   | Dinamo Moskwa       | 5:15, 8:15, 14:16        |
| 09.01.1965 | Crvena Zvezda Belgrad | 0:3   | Dinamo Moskwa       | 4:15, 9:15, 1:15         |
|            |                       |       |                     |                          |
|            | ChKD Praga            | 3:0   | VC Hannover         |                          |
| 02.02.1965 | ChKD Praga            | 3:1   | VC Hannover         | 9:15, 15:8, 15:10, 17:15 |
|            |                       |       |                     |                          |
| 02.02.1965 | Hapoel Tsafar Masarik | 0:3   | Lewski Sofia        | 2:15, 8:15, 8:15         |
| 04.02.1965 | Hapoel Tsafar Masarik | 0:3   | Lewski Sofia        | 4:15, 12:15, 13:15       |
|            |                       |       |                     |                          |
| 28.01.1965 | ASU Lyon              | 3:0   | Sporting Espinho    |                          |
|            | ASU Lyon              |       | Sporting Espinho    |                          |
|            |                       |       |                     |                          |
| 30.01.1965 | SC Uni Bazylea        | 0:3   | Újpest Dózsa        | 2:15, 6:15, 5:15         |
| 06.02.1965 | SC Uni Bazylea        | 0:3   | Újpest Dózsa        |                          |
|            |                       |       |                     |                          |
|            | Dinamo Bukareszt      | 3:0   | Galatasaray Stambuł | 15:5, 15:2, 15:7         |
| 07.02.1965 | Dinamo Bukareszt      | 3:0   | Galatasaray Stambuł | 15:2, 15:4, 15:7         |
|            |                       |       |                     |                          |
| 30.01.1965 | Blau-Gelb Wiedeń      | 0:3   | AZS AWF Warszawa    |                          |
| 02.02.1965 | Blau-Gelb Wiedeń      | 0:3   | AZS AWF Warszawa    |                          |
|            |                       |       |                     |                          |
| 29.01.1965 | SC Dynamo Berlin      | 3:0   | Slavia Sofia        | 15:5, 15:7, 15:5         |
| 05.02.1965 | SC Dynamo Berlin      | 3:1   | Slavia Sofia        | 15:13, 6:15, 15:5, 16:14 |

### Ćwierćfinał
| Data       | Drużyna 1        | Wynik | Drużyna 2        | Sety                     |
| ---------- | ---------------- | ----- | ---------------- | ------------------------ |
| 01.03.1965 | Dinamo Moskwa    | 3:0   | ChKD Praga       | 15:2, 15:5, 15:4         |
| 15.03.1965 | Dinamo Moskwa    | 3:0   | ChKD Praga       | 15:1, 15:3, 15:2         |
|            |                  |       |                  |                          |
|            | ASU Lyon         | 0:3   | Lewski Sofia     | 6:15, 2:15, 3:15         |
|            | ASU Lyon         | 0:3   | Lewski Sofia     | 10:15, 2:15, 7:15        |
|            |                  |       |                  |                          |
| 15.03.1965 | Dinamo Bukareszt | 3:0   | Újpest Dózsa     |                          |
|            | Dinamo Bukareszt | :     | Újpest Dózsa     |                          |
|            |                  |       |                  |                          |
| 16.03.1965 | SC Dynamo Berlin | 3:0   | AZS AWF Warszawa | 5:8, 15:8, 16:14         |
| 07.02.1965 | SC Dynamo Berlin | 2:3   | AZS AWF Warszawa | 5:15, 10:15, 15:9, 14:16 |

### Półfinał
| Data       | Drużyna 1        | Wynik | Drużyna 2        | Sety                     |
| ---------- | ---------------- | ----- | ---------------- | ------------------------ |
| 01.04.1965 | Dinamo Moskwa    | 3:0   | Lewski Sofia     | 15:3, 15:13, 15:3        |
| 30.04.1965 | Dinamo Moskwa    | 1:3   | Lewski Sofia     | 8:15, 19:17, 13:15, 8:15 |
|            |                  |       |                  |                          |
| 14.04.1965 | SC Dynamo Berlin | 3:0   | Dinamo Bukareszt | 15:10, 15:10, 15:4       |
| 24.04.1965 | SC Dynamo Berlin | 1:3   | Dinamo Bukareszt | 15:11, 4:15, 7:15, 12:15 |

### Finał
| Data       | Drużyna 1        | Wynik | Drużyna 2     | Sety              |
| ---------- | ---------------- | ----- | ------------- | ----------------- |
| 12.05.1965 | SC Dynamo Berlin | 0:3   | Dinamo Moskwa | 5:15, 17:19, 9:15 |
| 19.05.1965 | SC Dynamo Berlin | 0:3   | Dinamo Moskwa | 13:15, 4:15, 6:15 |

## Klasyfikacja końcowa
| Miejsce | Drużyna          |
| ------- | ---------------- |
| złoto   | Dinamo Moskwa    |
| srebro  | SC Dynamo Berlin |
| 3-4.    | Lewski Sofia     |
| 3-4.    | Dinamo Bukareszt |